# Мідленд (Колорадо)
Мідленд (англ. Midland) — переписна місцевість (CDP) в США, в окрузі Теллер штату Колорадо. Населення — 182 особи (2020).

## Географія
Мідленд розташований за координатами 38°50′47″ пн. ш. 105°9′8″ зх. д. / 38.84639° пн. ш. 105.15222° зх. д. (38.846344, -105.152120).  За даними Бюро перепису населення США в 2010 році переписна місцевість мала площу 4,49 км², з яких 4,45 км² — суходіл та 0,05 км² — водойми.

## Демографія
Згідно з переписом 2010 року, у переписній місцевості мешкало 156 осіб у 83 домогосподарствах у складі 45 родин. Густота населення становила 35 осіб/км².  Було 149 помешкань (33/км²).
Расовий склад населення:
| - 94,9 % — білих - 0,6 % — азіатів |

До двох чи більше рас належало 4,5 %. Частка іспаномовних становила 1,9 % від усіх жителів.
За віковим діапазоном населення розподілялося таким чином: 12,2 % — особи молодші 18 років, 76,9 % — особи у віці 18—64 років, 10,9 % — особи у віці 65 років та старші. Медіана віку мешканця становила 49,6 року. На 100 осіб жіночої статі у переписній місцевості припадало 119,7 чоловіків;  на 100 жінок у віці від 18 років та старших — 114,1 чоловіків також старших 18 років.
За межею бідності перебувало 26,4 % осіб, у тому числі 100,0 % дітей у віці до 18 років та 0,0 % осіб у віці 65 років та старших.
Цивільне працевлаштоване населення становило 60 осіб. Основні галузі зайнятості: науковці, спеціалісти, менеджери — 40,0 %, роздрібна торгівля — 28,3 %, сільське господарство, лісництво, риболовля — 23,3 %.